# Il pellegrino (film 1912)
Il pellegrino è un film del 1912 diretto da Mario Caserini.